# Oneway Generation
「Oneway Generation」（ワンウェイ・ジェネレーション）は、1987年2月4日に発売された本田美奈子の9枚目のシングル。

## 解説
- TBS系ドラマ『パパはニュースキャスター』の主題歌に起用された。ドラマの第1話に本田も本人役で出演した。

## 収録曲
（全作詞：秋元康、作曲：筒美京平、編曲：大谷和夫）
1. Oneway Generation
  - TBS系ドラマ『パパはニュースキャスター』主題歌
2. 心のアラーム響かせて

## 収録アルバム
- Oneway Generation 
  - ゴールデンベスト ニューベストナウ （1987年6月5日）
  - DISPA 1987 （1988年1月25日） - ライブバージョン
  - Look over my shoulder （1988年10月26日）
  - best now （1989年9月13日、1990年11月14日）
  - SHANGRI-LA BEST POP COLLECTION （1990年12月12日）
  - Big Artist Best Collection （1994年12月7日）
  - TWIN BEST （1998年5月13日）
  - 2000 millennium BEST （2000年5月24日）
  - GOLDEN☆BEST 本田美奈子 （2003年6月25日）
  - 本田美奈子BOX （2004年12月15日）
  - LIFE -Minako Honda. Premium Best- （2005年5月21日）
  - NEW BEST 1500 （2005年8月24日）
  - CD & DVD THE BEST （2005年12月7日）
  - ANGEL VOICE 〜本田美奈子.メモリアル・ベスト〜（2007年4月18日）
  - ゴールデン☆アイドル 本田美奈子 (2014年7月30日)
  - エッセンシャル・ベスト 1200 本田美奈子 (2018年3月21日)

- 心のアラーム響かせて
  - 本田美奈子BOX （2004年12月15日）
  - ゴールデン☆アイドル 本田美奈子 (2014年7月30日)

## 他のミュージシャンによるカバー
| アーティスト  | 発売日                                    | 備考                                                                |
| ------------- | ----------------------------------------- | ------------------------------------------------------------------- |
| Thinking Dogs | 2017年10月25日                            | 5thシングル『Oneway Generation』 映画「リンキング・ラブ」主題歌     |
| 氣志團        | 2021年4月28日                             | アルバム『Oneway Generation』（筒美京平トリビュートアルバム）表題曲 |
| The Biscats   | 2023年8月23日（配信） 2023年8月30日（CD） | カバーアルバム『J-BOP SUMMER』に収録。                              |